# Manna (musikgrupp)
Manna var en musikgrupp från Göteborg i Sverige. Gruppen bildades 1996 och gav ut fyra CD-skivor varav två i samarbete med författaren Tomas Sjödin.

## Diskografi
- Led oss vidare 1997 - David media
- Den dag jag har 2001 - Linxmusic
- Mitt ibland oss 2002 - David media
- Hemlängtan 2005 - David Media

## Gruppens medlemmar
- Ingela Hellsten - sång
- Maria Brengesjö - sång, fiol
- Sven Brengesjö - sång, gitarr
- Malin Boqvist - sång, cello
- Thomas Hellsten - piano, sång
- Magnus Sjöqvist - gitarr
- Tom Frode Tveita - Bas
- Per Boqvist - trummor